# تاتش لبنان
تاتش (بالإنجليزية: touch)‏  (إم تي سي تاتش (بالإنجليزية: mtc touch)‏ سابقاً) هي إحدى شركات تشغيل شبكات الهاتف المحمول في لبنان.

## تأسيس الشركة
تأسست الشركة في لبنان في العام 2004، وهي تُدار من قبل مجموعة زين للإتصالات

## وصلات خارجية
- موقع شركة تاتش على النت.